# Falciot cuaespinós de l'Índia
El falciot cuaespinós de l'Índia (Zoonavena sylvatica) és una espècie d'ocell de la família dels apòdids (Apodidae) que habita boscos i palmerars de l'Índia i Myanmar.